# DJ ToM
DJ ToM（ディージェイ・トム）は日本のラジオパーソナリティ、ディスクジョッキー。愛知大学在学時代から務める。
現在の所属は愛知県・豊橋市内のコミュニティ放送局エフエム豊橋。

## 概要
三重県四日市市出身。
大学在学中2009年1月から、愛知県豊橋市を中心に放送をするコミュニティ放送局エフエム豊橋で、ブラックミュージック専門音楽番組ToM's Jook Jointのメインパーソナリティ、ディスクジョッキーを務める。
アメリカ合衆国サンディエゴのラッパー兼プロデューサーのEstilo G等とともに音楽活動も行っている。